# Lichenophanes egenus
Lichenophanes egenus är en skalbaggsart som beskrevs av Pierre Lesne 1923. Lichenophanes egenus ingår i släktet Lichenophanes och familjen kapuschongbaggar. Inga underarter finns listade i Catalogue of Life.